# Wilhelm Legrand

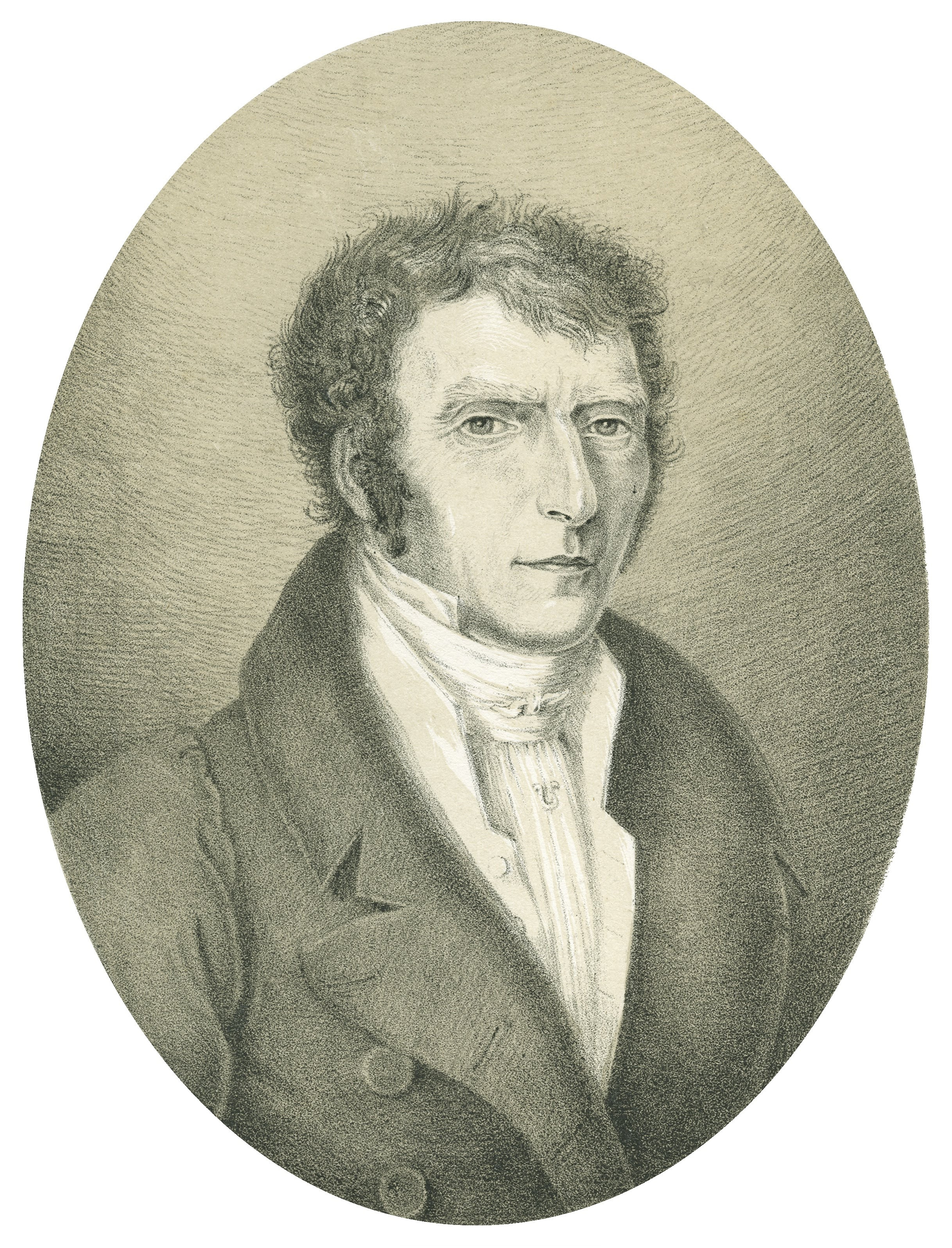
Wilhelm Legrand

Carl Ludwig Wilhelm Legrand (Zweibrücken, 5 maart 1769 – München, 31 juli 1845) was een Duits componist, dirigent en hoboïst. 

## Levensloop
Legrand kwam na de vroege dood van zijn ouders samen met zijn broers Peter en Christian naar München in de familie van zijn oom Claudius Legrand, die toen balletmeester van keurvorstelijke ballet was. Hij kreeg muziekles bij de klarinettist Franz Tausch en leerde de hobo te bespelen. Al spoedig versterkte hij de keurvorstelijke hofkapel en werd in 1788 met salaris aangesteld in dit ensemble. Na eerste eenvoudige pogingen te componeren, studeerde hij compositie bij de hofklavecinist Joseph Grätz. Als autodidact leerde hij ieder instrument van een toenmalige harmonie (2 hobo's, 2 klarinetten, 2 fagotten, 2 hoorn's) te bespelen en begon ook voor dit blaasensemble te componeren en te arrangeren. Hij bewerkte bijvoorbeeld de ouverture tot de opera's Tancredi en L'Italiana in Algeri van Gioachino Rossini voor dwarsfluit, hobo, 2 klarinetten, 2 hoorns en 2 fagotten.
In 1795 werd hij dirigent en inspecteur van alle militaire muziekkorpsen in München. Van 1812 tot 1843 was hij Legermuziekdirecteur (Inspecteur van de militaire muziek) en muziekleraar van het koninklijk Beierse cadettenkorps. In deze functie heeft hij grote verdiensten voor de uitbreiding en organisatie van de militaire muziek op het platte land. 
Als componist schreef hij meerdere balletten (Der Ball, Das Tirolerfest, Der Schwall, Die Caravanne), dansen en vooral marsen. Met koninklijk besluit van 25 december 1841 werd hij onderscheiden met de Orde van Verdienste van de Beierse Kroon.

## Composities

### Werken voor harmonieorkest
- 1810 (12) Allemandes pour la grande Salle des Redoutes a Munic
- 1814 Parademars van de Koninklijk Beierse Grenadier-Garde
- 1822 Bayerischer Präsentiermarsch
- 1822 Bayerischer Zapfenstreich
- Marsch aus der "Jungfrau von Orleans"

### Kamermuziek
- Allemande I-VI, voor 2 dwarsfluiten

### Werken voor piano
- 1804 (12) Allemandes pour le grande Salle des Redoutes à Munich 1804
- 1805 (12) Allemandes pour le grande Salle des Redoutes à Munich 1805
- 1806 (12) Allemandes pour la grande Salle des Redoutes à Munich 1806
- 1807 (12) Allemandes pour la grande Salle des Redoutes à Munich 1807
- 1808 (12) Allemandes pour la grand Salle des Redoutes a Munich 1808
- 1808 Tanzmusik, welche bey Gelegenheit der grossen Masquerade den 24.ten Februar 1808 im Königlichen Hofbal ist aufgeführt worden
- 1809 Tanzmusik, welche im Königlichen Hofball 1809 aufgeführt wurde
- 1810 (12) Allemandes pour la grande Salle des Redoutes à Munich 1810
- 1811 (12) Allemandes pour la grande Salle des Redoutes à Munich 1811
- 1812 (12) Allemandes pour la grande Salle des Redoutes à Munich 1812
- 1812 Quadrilles
- 1814 Carnevals Belustigung
- 1819 (12) Allemandes pour la grand Salle des Redoutes a Munich 1819
- Sechs Märsche der Königlich Baier'schen Armee